# Prurigo chronique
 (décembre 2018).
 (décembre 2018).
Le prurigo chronique est une maladie de la peau caractérisée par la présence de multiples lésions prurigineuses en relief accompagnées par des démangeaisons chroniques (prurit) et un comportement de grattage prolongé. Il existe différents sous-types de prurigo chronique identifiables en fonction de la lésion prédominante (prurigo papuleux, prurigo nodulaire, prurigo en plaque, prurigo ombiliqué et prurigo linéaire)

## Signes et symptômes
Les principaux signes et symptômes du prurigo chronique sont la présence d'un prurit chronique (durée ≥ 6 semaines), les signes d'un comportement de grattage prolongé (par exemple, des excoriations ou des cicatrices) et de multiples lésions prurigineuses, pouvant être localisées sur une zone du corps ou être généralisées sur tout le corps. Une lésion prurigineuse typique est une lésion en relief (papule, nodule ou plaque) avec un centre rose ou blanc et une bordure foncée (hyperpigmentée). Ces lésions sont souvent réparties sur des zones pouvant facilement être grattées et sont réparties de façon symétrique. Les autres symptômes du prurigo chronique incluent des symptômes sensoriels tels que brûlures, picotements ou douleur. Le prurit est souvent d'intensité très élevée et précède l'apparition des lésions de prurigo. Le prurigo chronique peut être très pesant et par conséquent peut causer des troubles mentaux tels que l'anxiété et la dépression, et entraîner une altération de la qualité de vie des patients atteints.

## Physiopathologie
Différentes pathologies entrainent un prurit chronique (durée ≥ 6 semaines) et, par conséquent, un comportement de grattage prolongé peuvent induire les lésions chroniques typiques de prurigo. Ces pathologies peuvent être d'origines diverses, notamment dermatologiques (maladies de la peau), systémiques (dysfonctionnement des organes internes), neurologiques (maladies du système nerveux) ou psychiatriques (troubles mentaux). Chez certains patients, plusieurs affections conduisant à des démangeaisons peuvent coexister (origine multifactorielle), alors que dans de rares cas, la cause des démangeaisons reste inconnue.

## Diagnostic
Lors du diagnostic de prurigo chronique, il est important d'identifier la cause sous-jacente. Des antécédents médicaux détaillés, incluant les comorbidités et les médicaments pris, doivent être relevés et un examen physique du patient doit être effectué. Les tests de laboratoire peuvent identifier des causes systémiques possibles du prurit, tandis que les biopsies cutanées peuvent aider à identifier les éventuelles dermatoses masquées par les lésions de prurigo.

## Traitement
Le prurigo chronique est difficile à traiter et l'utilisation simultanée d'agents topiques et systémiques est souvent nécessaire pour obtenir un soulagement. Si possible, la cause sous-jacente du prurit chronique doit être traitée. Selon les recommandations européennes pour le traitement du prurit chronique, les corticoïdes topiques constituent le traitement topique de première intention, tandis que la photothérapie est l’option systémique de choix pour le traitement symptomatique du prurigo chronique. D'autres agents ont également montré leur efficacité dans le traitement du prurigo chronique, notamment les préparations à base de capsaïcine et le tacrolimus, ainsi que la gabapentine, la prégabaline, la cyclosporine A, le méthotrexate, la naltrexone et l'aprépitant. 